# Пилан-Аркаду
Пилан-Аркаду (порт. Pilão Arcado) — муниципалитет в Бразилии, входит в штат Баия. Составная часть мезорегиона Вали-Сан-Франсискану-да-Баия. Входит в экономико-статистический микрорегион Жуазейру. Население составляет 29 812 человек на 2006 год. Занимает площадь 11 700,012 км². Плотность населения — 2,5 чел./км².

## История
Город основан в 1810 году.

## Статистика
- Валовой внутренний продукт на 2003 год составляет 56 092 411,00 реалов (данные: Бразильский институт географии и статистики).
- Валовой внутренний продукт на душу населения на 2003 год составляет 1855,77 реалов (данные: Бразильский институт географии и статистики).
- Индекс развития человеческого потенциала на 2000 год составляет 0,546 (данные: Программа развития ООН).